# Fédération schleswigoise-holsteinoise de football

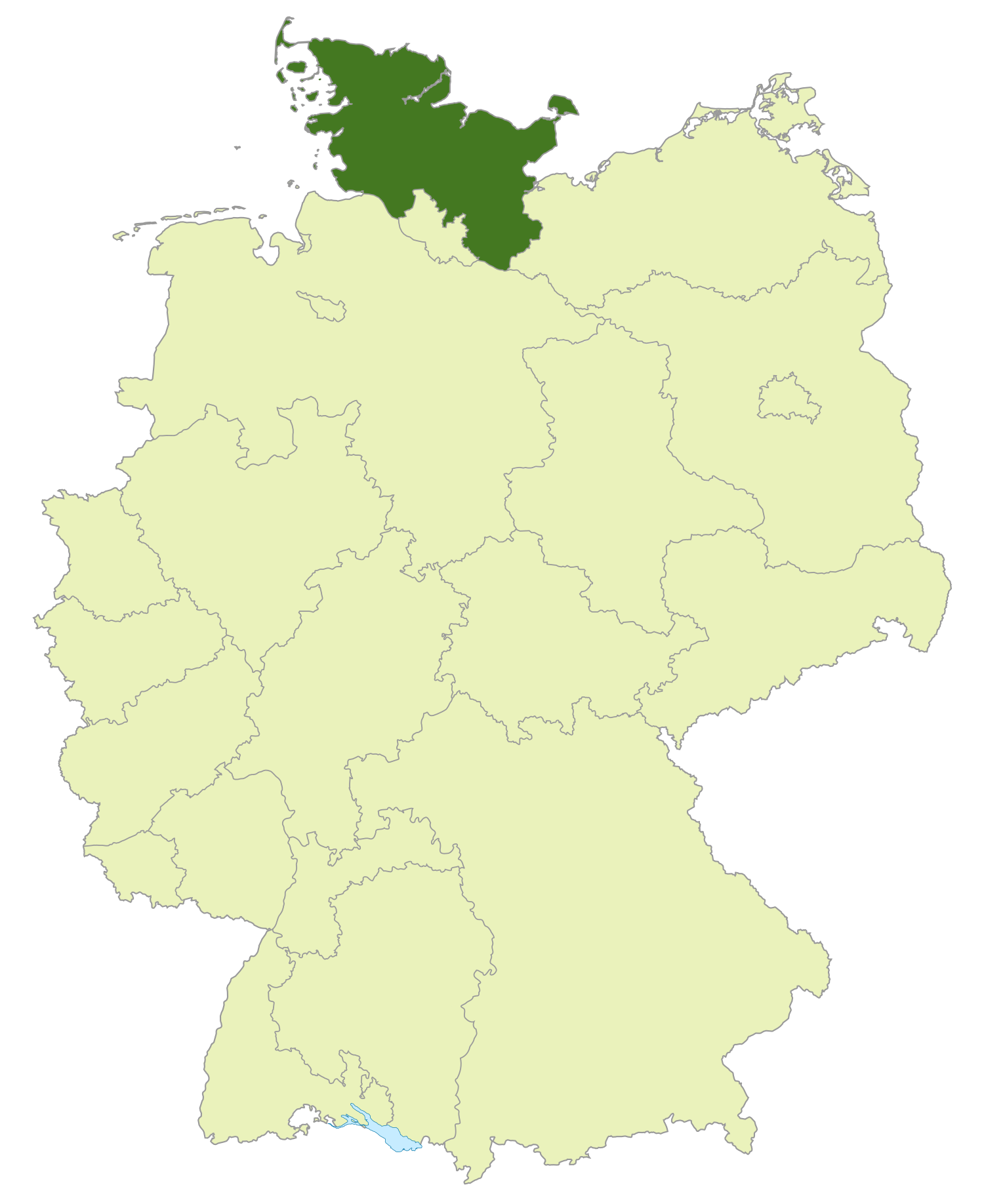
Localisation du territoire de la SHFV

La Fédération schleswigoise-holsteinoise de football (SHFV, allemand : Schleswig-Holsteinische Fußballverband) est une fédération régionale de football, membre de la DFB, subalterne de la Norddeutscher Fußball-Verband (NFV)
La SHFV couvre le Land du Schleswig-Holstein. Elle compte 564 clubs dans lesquels évoluent 172 584 licenciés (2023).
La SHFV dirige la Sportschule de Malente-Gremsmühlen.

## Histoire

### Verband Kieler Balspielverein
La Verband Kieler Ballspielvereine (VKB) fut fondé le 25 février 1903 par quatre clubs :
- 1. Kieler FV 1900,
- FV Holstein 1902 Kiel
- Kieler SC 1899
- 1. Ellerbeker FV 1903

Ensemble, ces cercles ressemblaient plus de 130 membres, un chiffre très important à l'époque. Le premier président fut Georg Blaschke, qui ensuite fut longtemps Secrétaire de la DFB.
Rapidement, la VKB enregistra de nouveaux arrivants, FC Kilia 1902 Kiel, FC Holsatia 1903 Kiel, Werftpark SpVgg 1901 Gaarden. Dans le courant de l'année 1904, le SC Concordia 1903 Gaarden et le FC Borussia 1903 Gaarden s'affilièrent.
Durant l'automne 1904, un litige secoua la VKB. Quatre clubs (Kieler SC 1899, FC Holsatia 1903 Kiel, SC Concordia 1903 et le Borussia 1903) furent exclus pour ne pas voir régler leur cotisation. En signe de protestation, le FC Kilia 1902 Kiel quitta la VKB. Les cinq rebelles fondèrent la Kieler Fußball-Bund (KFB). Avec seulement deux équipes encore affiliées, la Verband Kieler Ballspielvereine dut annuler son championnat 19041905. En janvier 1905, le FC Kilia 1902 Kiel revint au sein de la VKB. En avril de la même année, les trois équipes de la VKB participèrent à la formation de la Norddeutscher Spiel-Verband (NSV).
En 1907, la VKB devint le Bezirk II de la NSV.

#### Championnats de la VKB
- 1904 : FV Holstein 1902 Kiel
- 1905 : annulé
- 1906 : FV Holstein 1902 Kiel
- 1907 : FV Holstein 1902 Kiel

### Kieler Fussball Bund
La KFB fut donc créée le 24 octobre 1904 par cinq clubs en désaccord avec la VKB. Mais cette fédération régionale n'eut pas bonne presse. Le 7 novembre, la DFB prononça son interdiction et menaça de radiation les clubs qui la composaient.
Il ne semble pas que la KFB organisa de championnat. Les archives sont confuses à ce sujet. En janvier 1905, le FC Kilia 1902 Kiel, le plus fort des cinq fondateurs, s'en alla et retourna dans le giron de la Verband Kieler Ballspielvereine (VKB).
On ne connait pas avec certitude la date de dissolution de la KFB, mais il est probable que celle-ci survint après la fondation de la Norddeutscher Spiel-Verband, en avril 1905. Les quatre autres clubs qui avaient fondé cette KFB rebelle participèrent ensuite au Bezirk II de la NSV.

### Schleswig-Holsteinische Fußball-Verband
Le 11 novembre 1906, fut créée une fédération déjà appelée "Schleswig-Holsteinische Fußball-Verband" (SHFV).
Ses fondateurs furent:
- SC Angeln Süderbrarup
- FC Cimbria Itzehoe
- Heider FC 1905
- 1. Schleswiger FV 1906
- FC Unitas 1906 Husum
- SC Nordmark Hadersleben

A l’exception du FC Cimbria Itzehoe, il s’agissait de petits clubs localisés au sud du Kaiser-Wilhelm-Kanals. Les cercles de la région du Holstein jouaient déjà depuis 1905 avec la NSV. Les six clubs composèrent deux séries selon leur localisation géographique : "Westklasse" (Heider, Unitas Husum, Cimbria Itzehoe,) et "Ostklasse" (1. Schleswiger, SC Süderbrarup, SC k Hadersleben).
Le FC Unitas 1906 Husum et le 1. Schleswiger FV 1906 remportèrent leur ligues en 1907. Le second club cité remporta le premier et seul titre de cette SHFV, première du nom
Après la 4e assemblée, tenue les 30 et 31 mars 1907, il fut décidé que la SHFV première du nom entrerait dans la Bezirk Nordschleswig et de ne dépendraient plus de la NSV. Les clubs firent alors partie de la "Nordslesvig Fælles-Idrætsforening". La partie du Nord de cette région étant sous contrôle administratif danois.
En 1910, un district autonome de Bezirk Lübeck qui plus tard se vit rattaché au territoire de Mecklenburg-Schwerin.
Jusqu’en 1922, les clubs furent répartis en 6 ligues locales, ensuite, lors de la réforme de la NSV, elle devint la Kreis Schleswig-Holstein (renommée plus tard Bezirk Schleswig-Holstein).
En 1933, comme toutes les autres fédérations régionales existantes, la Nordeutscher Spiel-Verband fut dissoute dès l’arrivée au pouvoir des Nazis. La Bezirk Schleswig-Holstein et ses clubs furent alors repris dans la Gauliga Nordmark. En 1937, les cercles des Lübeck et de ses environs y furent aussi rattachés.
La même année 1937, la constitution du Gross-Hamburg (« Grand-Hambourg ») par les Nazis eut quelques répercussions sur le football. Les équipes des régions de Stormarn, de Lauenburg ainsi que celle de l'arrondissement de Pinneberg durent jouer avec celle du Schleswig-Holstein. Mais au fil du temps, ces clubs purent à nouveau jouer avec celle de la région de Hambourg plus proche géographiquement.
Lors de la scission de la Gauliga Nordmark, en 1942, fut constituée la Gauliga Schleswig-Holstein.
Après la défaite de l'Allemagne nazie, le Schleswig-Holstein fut dans la zone d'occupation britannique dont les autorités militaires autorisèrent la constitution de la Landessportverband Schleswig-Holstein. Celle-ci servit de base à la fondation de la Schleswig-Holsteinische Fußballverband, le 30 août 1947.

## Organisation

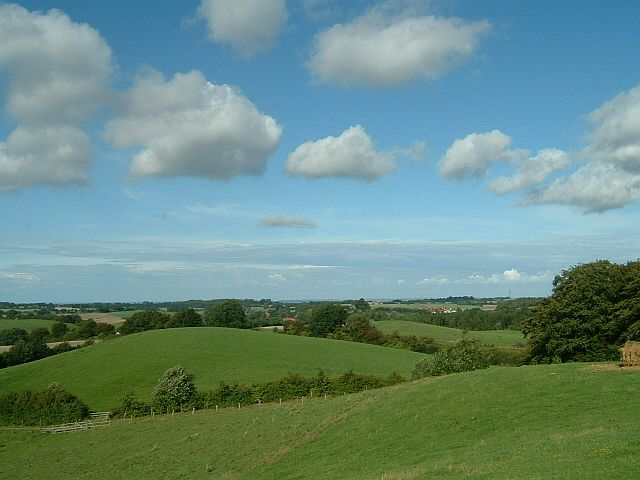
"Paysage typique du Schleswig-Holstein"

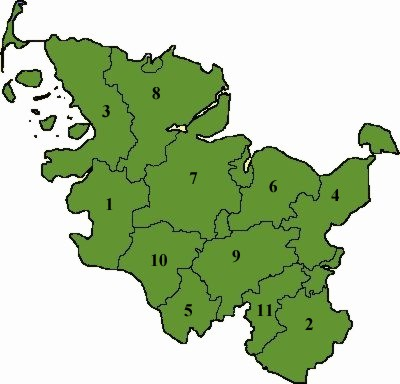
"Localisation des Kreis ou Landkreis dans le Schleswig-Holstein"

La SHFV est partagée en selon 14 arrondissements ("Kreis" ou "Landkreis"). Seules les équipes de l'arrondissement de Pinneberg évoluent avec la Hamburger Fußball-Verband tous comme plusieurs clubs de la partie Sud des arrondissements de Stormarn et de Segeberg.
- Liste des arrondissements servant de base à la répartition des séries, selon le niveau de compétition.

| - Flensburg (Ville libre) 1 - Kiel (Ville libre) 1 - Lübeck (Ville libre) 1 - Neumünster (Ville libre) 1 - Kreis Nordfriesland - Schleswig-Flensburg - Plön | - Rendsburg-Eckernförde - Dithmarse - Steinburg - Segeberg - Herzogtum Lauenburg - Ostholstein - Stormarn |

1La mention "Ville libre" signifie qu'elle n'appartient à aucun arrondissement.

## Recul du nombre de clubs
Depuis quelques années, la SHFV enregistre un recul du nombre de ses clubs affiliés. Ce fait, surtout palpable dans les districts les plus au Nord, vient du fait que de plus en plus petits clubs se regroupent et s'associent pour former des "Spielgemeinschaft" (SG).

## Ligues
La SHFV gère et organise la Schleswig-Holstein-Liga, anciennement (appelée Verbandsliga Schleswig-Holstein). Cette ligue est située au 5e niveau de la hiérarchie du football allemand, en dessous des Regionalligen.
En dessous, au niveau 6, se trouve quatre ligues: Verbandsliga Nord-West, Verbandsliga Nord-Ost, Verbandsliga Süd-West, Verbandsliga Süd-Ost).
Vient ensuite le niveau appelé Kreisliga. La SHFV a dix Kreisligen., puis s'échelonent des niveaux, appelés Kreisklasse, toujours de plus en plus petits géographiquement.
Cette structuration date du 1er juillet 2008 avec la réforme de la pyramide régionale.

### Coupe régionale
Créée en 1954, la Landespokal du Schleswig-Holstein a été rebaptisée SHFV-Pokal (nom commercial : "SHFV-Lotto-Pokal").

### Entraîneur "fédéral"
À la tête de la "Malente Sportschule", construite en 1952, se trouve l'entraîneur fédéral (en allemand : Verbandstrainer).
- Hans Rohde (Mars 1950 à 1955)
- Klaus-Peter Kirchrath, (1955 à 1970)
- Hans Merkle (1970 à 1983)
- Fritz Bischoff (1983 à 1986)
- Werner Pfeifer (1986 à 2003)
- Michael Bauer (2003 à 2006)
- Michael Prus (depuis janvier 2007)

## Clubs phares
Parmi les clubs les plus réputés et les plus titrés de la SHFV, on peut citer :
- Kieler SV Holstein
- VfB Lübeck

Drapeau du Länder de Schleswig-Holstein
Armoiries du Länder de Schleswig-Holstein

### Les autres fédérations subalternes de la NFV
- Niedersächsischer Fußballverband (NFV)
- Bremer Fußball-Verband (BFV)
- Hamburger Fußball-Verband (HFV)